# フランシスコ・ウリア
フランシスコ・ハビエル・アルバレス・ウリア（Francisco Javier Álvarez Uría、1950年2月1日 - ）は、スペイン・アストゥリアス州ヒホン出身の元同国代表サッカー選手。ポジションはDF。

## クラブ経歴
1969年、レアル・オビエドでプロデビュー。1971-72シーズン、セグンダ・ディビシオンでリーグ優勝したことで、翌シーズンは自身初のラ・リーガ挑戦となったが、リーグ戦34試合に出場した。しかし、ラ・リーガ2シーズン目にオビエドはセグンダ・ディビシオンに降格してしまったため、クラブを退団したレアル・マドリードへと移籍した。
3シーズン在籍したレアル・マドリードでは、出場機会に恵まれなかったが、合計3個の国内タイトルを獲得し、1976-77シーズンにはUEFAヨーロピアン・カップに出場した。
1977年、27歳でスポルティング・デ・ヒホンに加入した。スポルティング・ヒホンには6シーズン在籍し、公式戦150試合以上に出場した。現役ラストシーズンは、自身がプロデビューを経験した古巣レアル・オビエドで迎えた。

## 代表経歴
1973年10月21日、1974 FIFAワールドカップ・予選のユーゴスラビア代表との試合でスペイン代表デビューを果たした。また、スペイン代表として1978 FIFAワールドカップとUEFA欧州選手権1980にも出場し、前者の1978ワールドカップではレギュラーとして活躍した。

## タイトル

### クラブ
レアル・マドリード
- ラ・リーガ : 2回 (1974-75, 1975-76)
- コパ・デル・レイ : 1回 (1974-75)